# Dolichopeza (Nesopeza) angustaxillaris
Dolichopeza (Nesopeza) angustaxillaris is een tweevleugelige uit de familie langpootmuggen (Tipulidae). De soort komt voor in het Oriëntaals gebied.